# Something Else (album de Tech N9ne)
Pour les articles homonymes, voir Something Else.
Albums de Tech N9ne
Boiling Point
(2012) Therapy
(2013)
Something Else est le quatorzième album studio du rappeur Tech N9ne, sorti le 30 juillet 2013.
L'album s'est classé 2e au Top Rap Albums et au Top Independent Albums, 3e au Top R&B/Hip-Hop Albums et 4e au Billboard 200.

## Liste des titres
| No  | Titre | Auteur | Contient un (des) sample(s) de | Durée |
| --- | --- | --- | ------------------------------ | ----- |
| 1.  | News with Mark Alford 1 (Skit) (Produit par Seven)                                                                                      | Mark Alford, Michael Summers |                                | 1:16  |
| 2.  | Straight Out the Gate (featuring Krizz Kaliko et Serj Tankian – Produit par Seven)                                                      | Aaron Yates, M. Summers, Samuel Watson, Serj Tankian                                                                                 |                                | 4:09  |
| 3.  | B.I.T.C.H. (featuring T-Pain – Produit par Seven)                                                                                       | A. Yates, Faheem Rasheed Najm, M. Summers                                                                                            |                                | 4:27  |
| 4.  | With the BS (featuring Big Scoob, Red Café et Trae tha Truth – Produit par Seven)                                                       | A. Yates, Frazier Thompson, Jermaine Denny, M. Summers, Steward Ashby                                                                |                                | 4:35  |
| 5.  | Love 2 Dislike Me (featuring Liz Suwandi et Tyler Lyon – Produit par Seven)                                                             | A. Yates, Elizabeth Arnold, M. Summers, Tyler Lyon                                                                                   |                                | 3:53  |
| 6.  | Fortune Force Field (Produit par Seven)                                                                                                 | A. Yates, M. Summers |                                | 4:16  |
| 7.  | I'm Not A Saint (Produit par Seven) | A. Yates, M. Summers |                                | 4:29  |
| 8.  | Fragile (featuring Kendall Morgan, Kendrick Lamar et ¡Mayday! – Produit par ¡Mayday!, Daniel « Keys » Perez et Ralfy « FAFA » Valencia) | A. Yates, Benjamin Miller, Bernardo Garcia, Daniel Emilio Perez, Gianni Perocarpi, Kendal Morgan, Kendrick Duckworth, Ralfy Valencia |                                | 3:55  |
| 9.  | Priorities (featuring Angel Davenport & Game – Produit par Seven)                                                                       | A. Yates, Ashley Hart, Jayceon Taylor, M. Summers                                                                                    |                                | 1:43  |
| 10. | News with Mark Alford 2 (Skit) (Produit par Seven)                                                                                      | M. Alford, M. Summers |                                | 0:41  |
| 11. | Dwamn (Produit par Seven) | A. Yates, M. Summers |                                | 2:57  |
| 12. | So Dope (They Wanna) (featuring Snow tha Product, Twisted Insane et Wrekonize – Produit par Shane Eli et Jon Pakfar)                    | A. Yates, B. Miller, Claudia Feliciano, Jonathan Pakfar, Michael Johnson, Shane Eli Abrahams                                         |                                | 4:18  |
| 13. | See Me (featuring B.o.B et Wiz Khalifa – Produit par Drumma Boy)                                                                        | A. Yates, Bobby Ray Simmons Jr., Cameron Thomaz, Christopher Gholson                                                                 |                                | 4:09  |
| 14. | My Haiku-Burn the World (featuring Krizz Kaliko – Produit par Young Fyre)                                                               | A. Yates, S. Watson, Tramaine Winfey                                                                                                 |                                | 4:01  |
| 15. | That's My Kid (featuring Big K.R.I.T., Cee Lo Green et Kutt Calhoun – Produit par Seven)                                                | A. Yates, Justin Scott, M. Summers, Melvin Calhoun, Thomas DeCarlo Callaway                                                          |                                | 4:22  |
| 16. | Meant to Happen (featuring Scoop DeVille – Produit par Scoop DeVille)                                                                   | A. Yates, Elijah Molina |                                | 3:55  |
| 17. | News with Mark Alford 3 (Skit) (Produit par Seven)                                                                                      | M. Alford, M. Summers |                                | 0:53  |
| 18. | Believe (Produit par Seven) | A. Yates, M. Summers |                                | 3:52  |
| 19. | R.I.P. Ray (Skit) (Produit par Ben Cybulski)                                                                                            | |                                | 0:54  |
| 20. | Strange 2013 (featuring The Doors – Produit par Fredwreck)                                                                              | A. Yates, The Doors | Strange Days des Doors         | 3:31  |
| 21. | SMB (Produit par Ben Cybulski) | |                                | 0:04  |

| 22. | Colorado (featuring B.o.B, Ces Cru, Krizz Kaliko, ¡Mayday!, Rittz et Stevie Stone – Produit par Drumma Boy) | A. Yates, B. Garcia, B. Miller, B. Simmons Jr., C. Gholson, Donnie H. King, Jonathan McCollum, Mike S. Viglione, S. Watson, Stephen Williams | 4:53 |
| 23. | Drowning (featuring Liz Suwandi – Produit par Seven)                                                        | A. Yates, E. Arnold, M. Summers | 4:33 |
| 24. | Thizzles (featuring Danny Brown – Produit par Young Fyre)                                                   | A. Yates, Daniel Sewell, T. Winfrey | 3:53 |

| 25. | Party the Pain Away (featuring Liz Suwandi) | 4:13 |

| 25. | Rock-A-Bye (featuring Ben-G Da Prince of Soul) | 4:57 |

| 25. | Somebody Else (featuring Krizz Kaliko – Produit par Seven)                  | A. Yates, S. Watson, M. Summers               | 3:40 |
| 26. | Feels Like Heaven (featuring Krizz Kaliko et Oobergeek – Produit par Seven) | A. Yates, S. Watson, Marcus Yates, M. Summers | 4:19 |